# غيرد فالتينغز
غيرد فالتينغز (بالألمانية: Gerd Faltings)‏ هو عالم رياضيات ألماني عرف أساسا بفضل مساهماته في الهندسة الجبرية.

## تكريمه
في عام 1996، حصل على جائزة تعطيها مؤسسة البحوث الألمانية.

## وصلات خارجية
- غيرد فالتينغز على موقع الموسوعة البريطانية (الإنجليزية)
- غيرد فالتينغز على موقع مونزينجر (الألمانية)